# Миколай Єловіцький

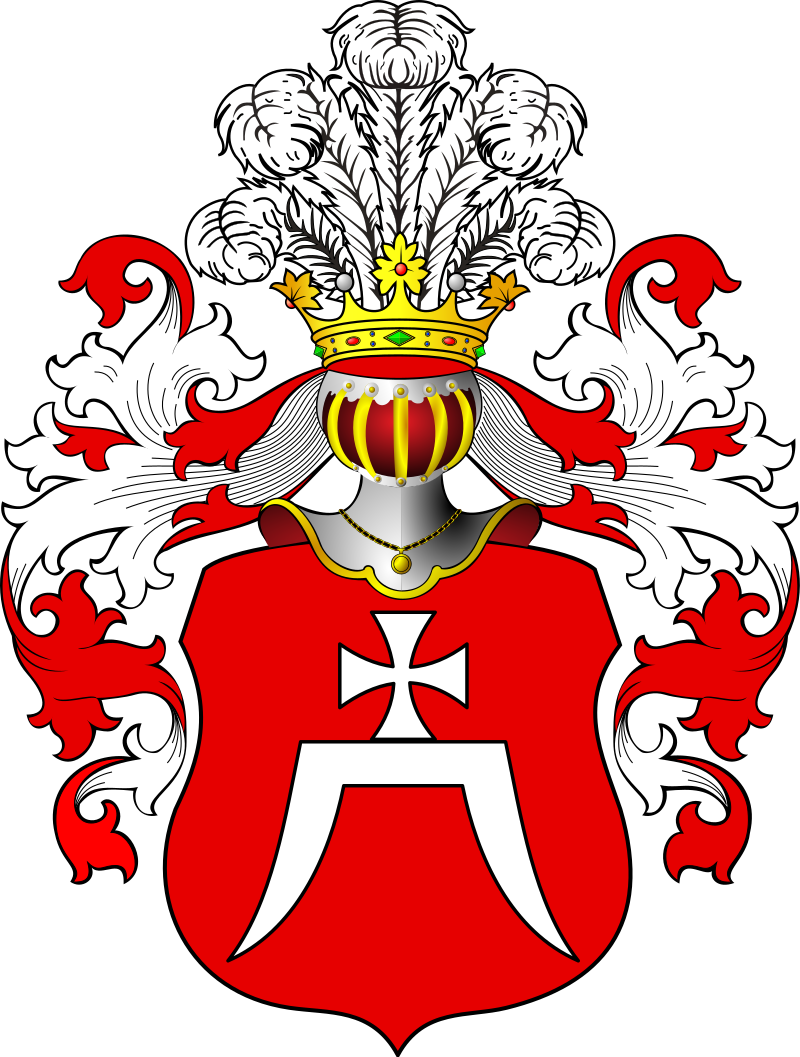

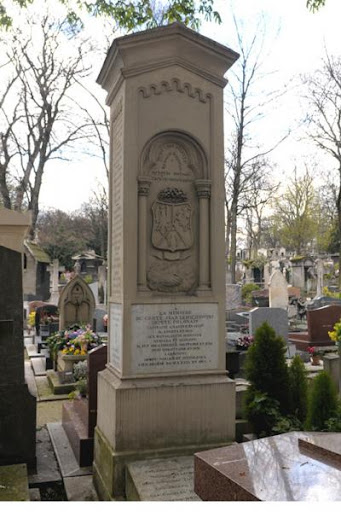
Миколай Єловецький могила

Єловецький Миколай (пол. Mikołaj Jełowicki;) 1794, Волинь — 1867, Париж, Франція,Масон письменник, перекладач,журналіст, капітан,Волинської кавалерії в Листопадовому повстанні .
Навчався у Крем'янецькому ліцеї. Учасник Листопадового повстання 1830—1831.У 1820 році він привіз до Кременця сатиричний журнал , виданий товариством негідників , заснованим у 1817 році у Вільнюсі : « Wiadomości Brukowe », який він представив Worcell. Під впливом новин із Вільнюса Миколай Єловіцький був одним із засновників гуртка «heautontimorumenos», просто «мериносів», і як такий він поїхав до Вільнюса, щоб налагодити зв’язок із «сміттярами», де Єловіцький приймав з рук «Президента Сотвароша» ( проф. Єнджея Снядецького ) дзвін із побажаннями розвитку гуртка – масонської ложі . Він був активним членом звичайної масонської ложі: «Чеснота Увіньчана» зі штаб-квартирою в Рафалівці Нарциза Олізара , підпорядкованої Великому Сходу у Варшаві .У 1827 р. разом із Ворцеллом він їздив через Житомир до Києва за контрактами, де сприяв позиці Ворселля в розмірі 30 000 асигнаційних рублів .
Від 1831 року жив у Парижі. Автор повістей «Монахиня» (Львів, 1854), «Кременецький бенкет» (2 ч.; Париж, 1857, 1861) та ін.           Він воював сотником Волинської кінноти в Листопадовому повстанні на Волині , а після його падіння емігрував до Франції і після поневірянь назавжди оселився в Парижі . Майно  Миколи Єловецького  було наказано конфіскувати черу участь в листопадовому повстанні та заборонити повернення в країну, про що повідомлялося в «Петербурзькому тижневику »  Свій порівняно невеликий літературний доробок він доповнив перекладами, замовленими його родичем Олександром Єловіцьким . Серед іншого він переклав : на французьку «Kirdżali», видану 1839 р.; «Місяць Марії» Олександра Єловіцького, «Роздуми над Страстями Господніми» св. Альфонса ; «Христос перед обличчям епохи» Розелі де Лурж. Протягом багатьох років він писав щоденникові записи, доля яких невідома. Деякі поетичні твори та листи зі збірки Рапперсвіль були спалені у Варшаві під час Другої світової війни .Перекладав польською з французької.Смерть Помер у Парижі до 19 лютого 1867 р. у своїй квартирі на вул. Авеню д'Антен. Обставини його смерті поки не з'ясовані.Похований на кладовищі Монмартр у братській гробниці. Згідно з цвинтарними записами, похований 19 лютого 1867 р. як «Jenlowicki Nicolas» (ділянка 7, ряд 4 - av. des Carrieres, могила 3 від стіни), на могилі немає напису. Також у цій могилі були поховані, серед інших: Ген. П. бар. Єржмановський . Напис Миколая Єловицького знаходиться на могилі під назвою «Перед вівтарями Твоїми...» на площі. 8, ряд 2 (chemin St Nicolas), могила 47 (chemin Lavalle). У 1899 році текст напису звучав так: «Micolas Jełowicki /officier polonais émigré de 1831/+ 1867, âgé de 73 ans». Нині, після ремонту могили у 1958 році, текст скорочено: «Микола Єловіцький 1794 – 1867». Згідно з записами, «Єловіцький Микола» похований у гробниці, дата не вказана. Він помер без потомства.        